# Antoine Pinay
Antoine Pinay, né le 30 décembre 1891 à Saint-Symphorien-sur-Coise (Rhône) et mort le 13 décembre 1994 à Saint-Chamond (Loire), est un homme d'État français.
Issu d'un milieu modeste, industriel de profession, il commence sa carrière politique sous la IIIe République, à Saint-Chamond, où il est élu maire puis conseiller général. D'abord favorable au maréchal Pétain, il en devient l'un des opposants et poursuit sa carrière politique en étant l'une des figures de proue du Centre national des indépendants et paysans (CNIP).
Plusieurs fois ministre sous la IVe République, il est désigné président du Conseil par Vincent Auriol en 1952. Il cumule cette charge avec le ministère des Finances et des Affaires économiques. L'instabilité du régime l'amène à démissionner quelques mois plus tard. En 1955, il est nommé ministre des Affaires étrangères et devient à ce titre l'un des acteurs de la décolonisation au profit du Maroc et de la Tunisie.
Partisan du retour du général de Gaulle au pouvoir, il devient ministre des Finances en 1958 et contribue à l'instauration du « nouveau franc ». Sa mésentente personnelle avec le fondateur de la Ve République et son opposition à la politique menée par le gouvernement en Algérie française le conduisent à démissionner en 1960. Retiré de la vie politique, il est le premier médiateur de la République entre 1973 et 1974.

## Biographie

### Famille et études

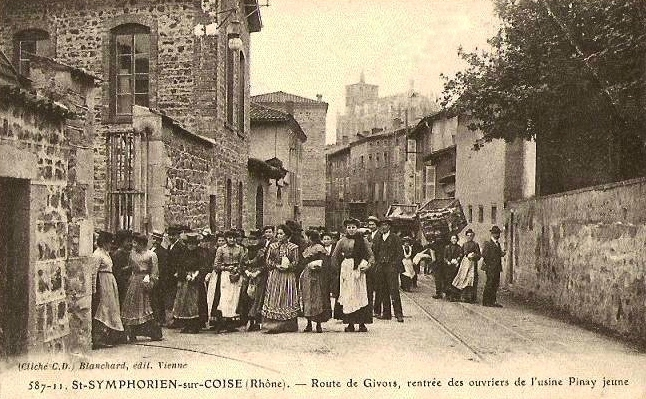
Usine Pinay à Saint-Symphorien-sur-Coise.

Antoine Pinay est le fils de Claude Pinay (1852-1919), industriel, fabricant de chapeaux de paille, et de Marie Besson (1861-1936). Il a une sœur aînée, Jeanne Pinay (1886-1953) qui fut religieuse dominicaine à Orléans,. La famille paternelle d'Antoine Pinay exerçait son activité, depuis plusieurs générations, dans l'industrie de la chapellerie dont la région lyonnaise et stéphanoise est l'un des principaux centres.
Deux de ses oncles maternels sont officiers : le colonel Antoine Besson (1857-1947), et le général Benoit Besson (1876-1969). Le grand-père maternel d'Antoine Pinay, Benoît Besson (1829-1905), qui était propriétaire cultivateur, fut maire de la commune de Pomeys de 1861 à 1882,.
Antoine Pinay fut scolarisé chez les maristes au collège Sainte-Marie à Saint-Chamond, comme en témoigne une carte postale qu'il adresse en avril 1905. Il ne se présente pas au baccalauréat et quitte l'école sans diplôme.
Il est incorporé au 5e régiment d'artillerie le 1er octobre 1912, nommé brigadier le 21 avril 1913 puis maréchal-des-logis le 22 septembre 1913. Après la mobilisation du 2 août 1914, il est resté aux armées un mois, puis il est blessé par des éclats d'obus, le 8 septembre 1914, au nord de Meaux, lors de la bataille de la Marne. Antoine Pinay est alors évacué du front. Il est ensuite réformé, déclaré invalide de guerre et pensionné.
Le 25 avril 1917 à Saint-Chamond, il épouse Marguerite Fouletier (1895-1970), fille de Louis Fouletier (1862-1922), directeur de la tannerie Fouletier, entreprise établie à Saint-Chamond, fondée en 1772 et employant une centaine d'ouvriers.
De ce mariage naquirent trois enfants :
- Geneviève Pinay (1918-2017)[9],[10], éditrice, mariée en premières noces avec Edmond Epstein (1901-1963)[11],[12],[13], éditeur et directeur de revues, dont cinq enfants ; puis mariée en secondes noces avec Ernest Brémond (1899-1966), directeur honoraire de l'Électricité de France et conseiller économique et social[11] ;
- Odette Pinay (1920-2015)[14], mariée avec Jean Roy (1921-2005)[15] ;
- Pierre Pinay (1922-1964), fonctionnaire au service juridique des trois communautés européennes, marié avec Suzanne Pinay, dont trois enfants[16],[17].

## Parcours politique

### Un industriel qui entre en politique sous laIIIeRépublique

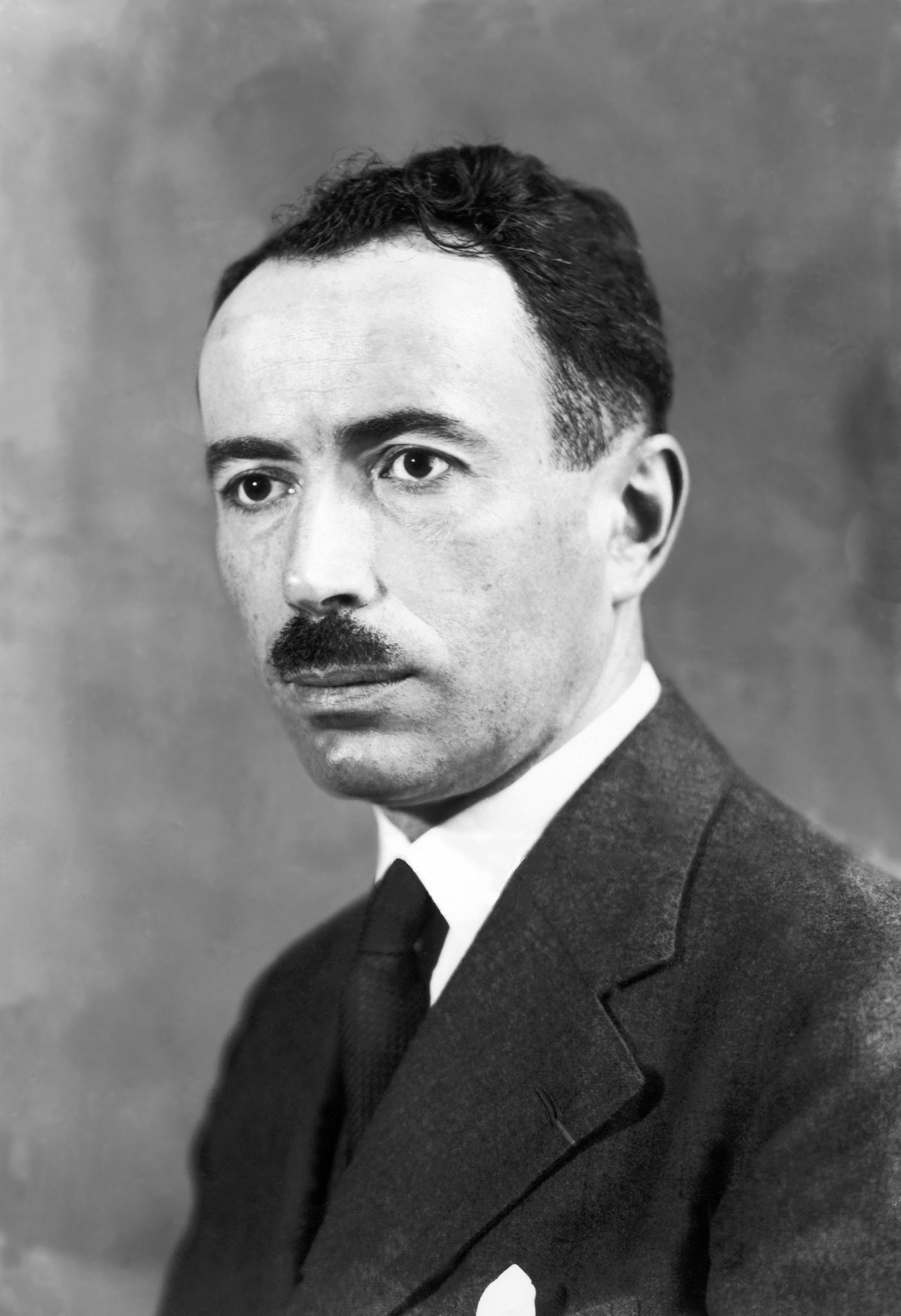
Antoine Pinay vers 1936.

Antoine Pinay devient le collaborateur de l'un des administrateurs puis directeur de la tannerie Fouletier à partir de 1919. Sous son impulsion, grâce à de nouveaux procédés de fabrication qu'il lance, l'établissement prend un nouvel essor. Son activité contribue à réanimer dans la région l'industrie des cuirs et peaux qui traversait alors une crise.
Il fut maire de Saint-Chamond de 1929 à 1944 puis de 1947 à 1977. En 1934, il devient conseiller général du canton de Saint-Chamond et préside la commission départementale de 1934 à 1936. Sa carrière nationale commence avec les législatives de 1936 quand il est élu député de la Loire de l'Alliance démocratique, jusqu'en 1938. Il est élu sénateur de la Loire en 1938.

### Sous le régime de Vichy
Le 10 juillet 1940, il vote les pleins pouvoirs au maréchal Pétain. En 1941, il est nommé au Conseil national, puis décoré de l'ordre de la Francisque, faisant partie selon sa biographe Christiane Rimbaud des notables de province sur lesquels le régime de Vichy voulait s’appuyer. Il refuse pourtant les propositions qui lui sont faites de servir Vichy et démissionne en 1942 du Conseil national.
En 1943, il rejette la proposition qu’on lui fait de la préfecture de l’Hérault. Il contribue également à faire passer des juifs et des résistants en Suisse et à Alger. Sylvie Guillaume, auteur d'une thèse sur Antoine Pinay, estime que la volonté d'associer Pinay à Vichy, malgré la réalité, est le fruit de la volonté de ses « adversaires communistes ». De même, Christiane Rimbaud estime que les communistes lui firent un « mauvais procès » en l'associant au régime de Vichy, alors qu'il a résisté.

### Après-guerre
Après avoir été membre du Conseil national de Vichy, et avant de devenir ministre et président du Conseil sous la IVe République, il accepte d'être l'un des principaux responsables français des réseaux stay-behind, les réseaux clandestins de l'OTAN mise en place à partir de 1949, selon ce qu'affirme Éric Branca.
En politique internationale, il crée en 1951, avec l'agent secret Jean Violet, Le Cercle, club de réflexion spécialisé dans la sécurité, connu sous le nom de « Cercle Pinay », qu'il préside de 1953 à 1971.
En 1952, Pinay intervient en faveur d'une libération complète de Xavier Vallat, Commissaire général aux questions juives de 1941 à 1942, qui sera ensuite amnistié en 1954.

### Sous laIVeRépublique
Il constitue un exemple de ces « modérés », nom préféré jusqu'aux années 1960 au terme « droite » pour désigner des républicains à la fois socialement conservateurs et théoriquement favorables au libéralisme économique. Il est à nouveau élu député en 1946, et il reste à l’Assemblée nationale jusqu'en 1958.

#### Lancement du parti CNIP
De 1948 à 1953, il participe à l'édification progressive du Centre national des indépendants et paysans (CNIP), qui ne tient son premier congrès qu'en 1953. Ce parti réunit des lobbies agricoles, patronaux et coloniaux.
Il reçoit l'aide, dans cette édification, de son ami proche, la figure parlementaire Jacques Bardoux,, qui fut avant-Guerre journaliste au quotidien Le Temps, spécialiste des questions extérieures, et notamment des affaires politiques anglaises puis spécialiste reconnu du CNIP sur les questions européennes et coloniales au Parlement. C'est lui qui a organisé, en tant que vice-président, le premier congrès national, à Riom, en août 1947 du Parti paysan d'union sociale (PPUS), bien implanté dans sa région (Joseph Dixmier du Puy-de-Dôme, Camille Laurens du Cantal et le président du parti, Paul Antier, en Haute-Loire).
Ce parti de droite qui regroupe les indépendants a « permis de recycler nombre de notables qui, souvent, avaient eu quelque complaisance à l'égard de Vichy et deviendront plus tard des défenseurs de l'Algérie française ». Parmi ses pivots, Michel Poniatowski, ancien des services spéciaux de l'armée, antigaulliste depuis qu'il a rejoint l’Afrique du Nord en 1943, au point de déclarer en 1945 que « pour les Français d’Afrique du Nord, de Gaulle est un chef politique qui s’est imposé par des intrigues et des artifices diplomatiques. Ils l’acceptent, ils ne l’aiment pas » et très lié à Valéry Giscard d’Estaing depuis le début des années 1950 à titre privé puis, lorsque ce dernier entre au cabinet d’Edgar Faure en 1954. Parents par Anne-Aymone de Brantes-Giscard d’Estaing, les deux proches de Pinay sont devenus très vite amis et entretiennent « une collaboration extrêmement étroite », VGE voyant dans Michel Poniatowski « un chef d’état-major, un agent secret, un commando ».
Créé le 23 juillet 1948 par Roger Duchet, sénateur-maire de Beaune, pour contenir l'émergence du Rassemblement du peuple français (RPF) fondé par Charles de Gaulle en 1947, le CNI devient CNIP quand il est rejoint par le PPUS en février 1951, puis le Parti républicain de la liberté (PRL), des petites formations qui ont « fait dans l'ensemble un discret mais excellent accueil aux anciens vichystes ». À partir de 1952, il en détache même des gaullistes dissidents, qui ont fondé en juin 1952 l’Action républicaine et sociale pour soutenir le gouvernement Pinay.
Le CNIP est alors fermement opposé à la décolonisation, tout comme le MRP. Concurrencé ensuite par l'Union et fraternité française (UFF) de Pierre Poujade, lors des législatives de 1956, le CNIP récupère à celles de 1958 son électorat et une partie de ses députés.
L'infléchissement à droite des gouvernements de la Troisième force, au moment des grèves de 1947-1948, permet à Antoine Pinay d'entrer au gouvernement, sur les conseils de Maurice Petsche, comme secrétaire d'État en 1948, puis ministre en 1950, où il noue « des liens confiants avec les milieux patronaux en raison de ses convictions antidirigistes » et de la « fermeté dont il fait preuve lors de certaines grèves (SNCF, RATP) ». Dans la Loire, il fonde en 1950 un syndicat intercommunal d'énergies, le Syndicat intercommunal d'énergies de la Loire (SIEL).
Lors des législatives de 1951 qui ouvrent la deuxième législature (1951-1955) de la Quatrième République, le CNIP obtient 97 députés et 14,1 % des suffrages, freinant la percée du RPF, qui obtient cependant 112 députés et près de 22 % des voix, loin devant les 14 % du CNIP.

### Président du Conseil
La Troisième force perdant globalement beaucoup de voix aux législatives de 1951, elle implose neuf mois après, la SFIO s'en retirant pour la première fois.
Jacques Bardoux, qui est alors vice-président de la commission de la Justice à l'Assemblée, propose en janvier 1952 de former un gouvernement d'union nationale en dramatisant « la situation économique, qui prépare une crise grave ». Il déclare qu'on devrait proposer la participation au RPF et à la SFIO, message qui s'adresse surtout aux députés RPF, car la vague gaulliste de 1951 a fait que les anciens députés de l’intergroupe RPF, formé entre deux élections, se sentent « noyés dans une masse militante peu respectueuse ». L'ex-garde des sceaux Georges Pernot, président du groupe Parti républicain de la liberté (PRL) au Sénat abonde dans le même sens au même moment. Au sein du RPF, les libéraux et les socialisants s'opposent. D'opinion divergentes, ils n'ont pas réussi à s'entendre sur la motion de politique économique lors des assises nationales de leur parti, tenues fin novembre 1951 à Nancy.
En février 1952, Jacques Bardoux est élu président de la Commission des Affaires étrangères de l’Assemblée nationale et joue un rôle décisif dans l’investiture d'un nouveau président du Conseil des ministres,, : le 8 mars 1952, Antoine Pinay est élu avec les voix de 27 députés, « souvent plus conservateurs que gaullistes », qui bravent la consigne d’abstention du RPF. Parmi eux figurent 10 des 13 membres PRL de l’intergroupe RPF.
Les 27 forment 4 mois après le groupe de l'Action républicaine et sociale lors d'un conseil national du RPF à Nancy le 25 juin, qui décide d'exclure ceux qui ne suivent pas les consignes de vote. De Gaulle s'est en effet indigné de l'investiture de Pinay, votée en mars, et dénonce ceux qui « sont avec nous pour prendre des voix mais nous quittent pour prendre des places ». C'est le moment où Jacques Bardoux, l'ami fidèle de Pinay, propose à De Gaulle, dans une lettre du 25 juin 1951, une union parlementaire et un programme commun de réformes institutionnelle et de « redressement monétaire », qui ne reçoit pas de réponse. Une élection partielle à Paris révèle que le RPF est alors fortement affaibli, son score étant passé en un an de 24% à 13,8% ; le parti disparaît quasiment en 1953.

#### Premières décisions
Il succède ainsi à Edgar Faure, dont le gouvernement a été plombé par le projet du ministre François Mitterrand d'accepter la souveraineté interne de la Tunisie, que Habib Bourguiba considérait comme « une base raisonnable de négociations ». Dès son élection, Antoine Pinay écarte ces propositions qui « sentaient l’hérésie et laiss[e] toute licence au nouveau résident Jean de Hauteclocque » de s'opposer aux velléités d'indépendance.
Alors encore « peu connu du grand public » car atypique, le nouveau Président du Conseil est salué par des journaux comme Paris-Match et L'Aurore, son « partisan inconditionnel » ou des écrivains comme Alfred Fabre-Luce, qui publie un livre se félicitant de ce rempart face au « risque » Mendès France. Son « sens prodigieux de la publicité » est remarqué, et son successeur Joseph Laniel, du même parti, dit dans une boutade « Ah Pinay ! Avec la presse on rendrait même le diable populaire », tandis que le haut-fonctionnaire Paul Delouvrier considère que « l'expérience Pinay tient de la magie ».
Georges Villiers, président du Conseil national du patronat français, adjure ses adhérents de le soutenir et une autre de ses premières décisions, une semaine seulement après son investiture est, pour lancer une bataille contre l'inflation et pour le franc, d'appeler à la rescousse les propriétaires de grands magasins, via leur syndicat professionnel, qui répond présent à une invitation à Matignon, et répercutent à chaque échelon régional et dans chaque magasin une grande campagne pour faire baisser les prix, avec des banderoles et des affichettes représentant un coq gaulois, sur chaque article dont le prix est diminué.

#### Succès contre l'inflation
Il lutte ainsi efficacement contre l'inflation dans le contexte économique, il est vrai très favorable, de la fin de la guerre de Corée qui provoque une nette baisse des prix au niveau mondial. Le nouveau magazine Paris-Match le montre ainsi « en guerre contre la vie chère », puis comblant une épargnante modeste. De nombreuses affiches officielles et des émissions quotidiennes à la radio « D. D. F. » (Défense du Franc), vantent ce combat,. Son gouvernement introduit la notion d'Échelle mobile des salaires en juillet 1952.
Entre janvier et juillet, les prix baissent nettement, de 152 à 143,5 pour l'indice de gros et de 148,5 à 142,8 pour l'indice de détail, ce qui dope la collecte de l'emprunt. Au cours de l'année précédente, les entreprises avaient eu tendance à augmenter leurs stocks d'environ 240 milliards de francs, en anticipation de la hausse des prix.
En moyenne annuelle, l'indice de détail avait bondi de 35,1 en 1949 à 39 en 1950 puis 45,6 en 1951 et 51 en 1952, soit un bond de 16 en seulement trois ans, presque 45%. Cette hausse est combinée à un déficit budgétaire élevé et un déficit commercial passé à 339 milliards pour 1951, ce qui fait qu'une partie des français s'attendait à une dévaluation du franc. L'indice de détail baisse au contraire ensuite et revient à 50,4 en 1953 et 50,2 en 1954 puis 50,8 en 1955, soit une stagnation en trois ans. Papier, textile, corps gras, cuirs et autres industries du même type connaissent un mouvement de coup d'arrêt sur les prix de vente dès mars et avril 1952. L'indice de détail global des prix, toujours en moyenne annuelle, reprend une hausse modeste à 51,8 en 1956 et 53,2 en 1957 puis de bondir à 61,2 en 1958 et 65 en 1959, sous l'effet de l'aggravation de la Guerre d'Algérie. La hausse se poursuit à 67,4 en 1960, 69,6 en 1961 et 72,9 en 1962. En revanche, le salaire horaire brut est victime de la désinflation de 1952. Les salariés avaient pris l'habitude au cours de la période d'inflation d'obtenir régulièrement des augmentations massives de salaires dépassant l'inflation. La stabilisation des prix obtenue par Pinay fit cesser cette tendance. L'indice de pouvoir d’achat était passé de 100 à 120 entre 1949 et la fin de 1951 mais il recule ensuite et ne retrouvera le niveau de 120 qu'au deuxième semestre 1953, après les grèves, avant de s'envoler à nouveau pour atteindre 130 au début de 1955.

#### Succès de la rente Pinay
Sa popularité bénéficie aussi de son premier emprunt national, « face à une crise grave, qui met le franc en péril », voire « au bord de l'abîme » selon Paris-Match, car la monnaie est pénalisée par la durée de la Guerre d'Indochine. Il lance la célèbre « Rente Pinay », exonérée d'impôt et indexée sur l'or, avantageuse, car protégeant de l'inflation, mais coûteuse pour le contribuable,. Resté fameux, cet emprunt se révélera terriblement onéreux pour l'Etat, car à un taux coûteux de 3,5%,. se révélant même un véritable gouffre financier, selon Alain Duhamel car associée à d'importants avantages fiscaux sur les droits de succession, et exposée à la hausse des cours de l'or. Vingt ans après, elle vaut 1 190 fois son montant initial. Les placements financiers sont alors encore peu attractifs et ce sont les emprunts d’État qui plaisent.
Antoine Pinay fait voter une amnistie fiscale, qui a cependant pour effet de faire augmenter les nouveaux contrôles sur les petits commerçants, les inspecteurs du fisc se rabattant sur eux, et contribue aux premiers mouvements de révolte qui lancent le mouvement de Pierre Poujade actif dès le 23 juillet 1953, avec une trentaine de commerçants et d'artisans de sa ville, Saint-Céré, dans le Lot et relancé par la loi du 14 août 1954 qui permet d'emprisonner toute personne s'opposant à un contrôle fiscal puis en novembre 1954, par la décision de Mendès France de supprimer les privilèges des bouilleurs de cru, alors près de 2 millions d'artisans, qui déclenche une mobilisation des départements viticoles et de l'Ouest.

#### Revers sur la croissance et le pouvoir d'achat
La stabilisation de la monnaie réalisée par Pinay, via une restriction du crédit, visait à mettre un frein à la « valse des étiquettes » mais elle provoque aussi un ralentissement important de l'activité, notamment pour les investissements des petites entreprises, même si le grand public oppose une « résistance aux avertissements pourtant fondés qui lui venaient de divers côtés sur imminence une récession » et que la croissance est pourtant soutenue par l'expansion structurelle du secteur tertiaire, qui est passé de 37,3 % à 39,6 % du PIB en France entre 1949 et 1955. Mais le secteur de la transformation des métaux, qui pèse le tiers de l'ensemble de l'industrie française, ressent fin 1952 une baisse de production malgré le dynamisme structurel de l'automobile, les entreprises devenant très pessimistes, un mouvement subi aussi par les industries chimiques, où les prévisions de diminution des investissements deviennent « largement prépondérantes à la fin de 1952 ».

#### Politique européenne et opposition à Mendès France
En mai 1952, il signe le traité de Paris instituant la Communauté européenne de défense (CED). En novembre 1952, alors que Pinay n'y voyait pas d'objection formelle le président Vincent Auriol décline la proposition du leader cambodgien Nhiek Tioulong d'inviter les souverains tunisien et marocain aux travaux du Haut Conseil de l'Union française.
Sa figure est souvent opposée à celle de Mendès France, avec qui il était dans une « réelle concurrence » pour la présidence du Conseil. Lorsqu'il en est chassé le 23 décembre 1952, son départ est suivi d'une « une passe d'armes brillante » les opposant. Antoine Pinay y fait valoir que la situation financière du pays est « aujourd'hui bien meilleure ». C'est l'époque où Valéry Giscard d'Estaing, petit-fils de son ami Jacques Bardoux, se rapproche d'Edgar Faure via Mme Loste, épouse du patron de L'Argus de l'automobile tandis qu'Antoine Pinay est élu président d'honneur du CNIP.
En novembre 1954, il contacte Philippe Boegner, directeur de Paris Match de 1949 à 1953, puis directeur de la rédaction de Science et Vie au sein du groupe Excelsior,,, via Alfred Fabre-Luce qui fait office d'intermédiaire, et lui demande de créer un concurrent au quotidien Le Monde, qui lui semble trop favorable à Pierre Mendès France. Lors de deux entretiens, Pinay lui demande de préparer la sortie d'un futur quotidien du soir, qui reprendrait le nom de l'ancien quotidien du matin Le Temps, titre de référence pour les questions diplomatiques et internationales, dont l'imprimerie, l'immeuble, la typographie et le format, avaient été attribués en 1944 au quotidien Le Monde d'Hubert Beuve-Méry. Il s'agissait alors d'affaiblir ce dernier,, dont les éditoriaux sur la Guerre d'Indochine et les questions coloniales irritaient une partie du patronat par la concurrence d'un « journal défenseur des valeurs chrétiennes et de la civilisation occidentale », qui défendrait l'atlantisme et l'Algérie française,. Philippe Boegner rend un premier rapport le 10 décembre 1954, une étude de marché proposant plutôt un quotidien du matin, alors que Pinay insistait pour un titre du soir.
Deux mois plus tard, en février 1955, c'est lui qui est à nouveau appelé à dénouer la crise, quand le gouvernement Pierre Mendès-France chute à son tour. Il lance un « appel aux hommes de bonne volonté », via « une curieuse combinaison où les leaders des principaux partis seraient placés à la tête de départements ministériels élargis ». Mais il renonce finalement à se présenter au vote d'investiture de l'Assemblée nationale, SFIO et MRP risquant de s'y opposer, pour s'effacer devant Edgar Faure, qui lui réserve le poste de ministre des Affaires étrangères, au moment où l'indépendance de la Tunisie, négociée par Mendès France depuis la « Déclaration de Cathage », avance avec les accords de La Celle-Saint-Cloud. À ce poste, il ouvre la voie à l'autonomie tunisienne. Au même moment, son rival « Mendès » l'emporte lors de la tenue du Congrès extraordinaire du Parti radical de mai 1955 grâce aux « orthodoxes » du parti, qui avaient critiqué le soutien à Pinay et son successeur Pierre Laniel de certains élus radicaux.
Grand ami de Jacques Bardoux, personnalité importante du CNIP, Antoine Pinay avait prévu de confier à son petit-fils Valéry Giscard d'Estaing, qu'il a activement soutenu pour l'investiture du CNIP aux législatives de janvier 1956 le secrétariat d’État à l'aviation civile , lorsqu'il fut pressenti en 1957 pour être appelé par le président René Coty pour former le gouvernement.
Antoine Pinay connaissait le président de la République de longue date. Fin 1953 avait eu lieu une élection présidentielle, le mandat du président Vincent Auriol étant arrivé à échéance. ; Joseph Laniel, candidat de la droite et président du Conseil, n'arriva jamais à obtenir la majorité absolue. Le scrutin s'éternisant, c'est un autre proche d'Antoine Pinay, René Coty, ancien ministre de l'Urbanisation et de la Reconstruction, qui fut au 13e tour largement élu, le 23 décembre 1953.

### Sous laVeRépublique

#### Ministre des Finances du général de Gaulle
Le général de Gaulle, nouveau président de la République, le nomme au ministère des Finances en juin 1958. Antoine Pinay lance un second emprunt national. Son succès démontre le bon accueil du duo Pinay-de Gaulle chez les épargnants comme dans les milieux d'affaires. Antoine Pinay est en effet l'idole des épargnants et des patrons[réf. nécessaire]. Il appelle à ses côtés Valéry Giscard d’Estaing, qui a eu l'habileté de se lier avec Michel Debré, directeur du « Courrier de la Colère » qui le recommande à Antoine Pinay.
Malgré cette réussite, Antoine Pinay et le général de Gaulle ne s'apprécient guère. Le président de la République confie à un groupe d'experts mené par Jacques Rueff, théoricien libéral et ancien conseiller de Raymond Poincaré, le soin de proposer un plan d'assainissement à long terme. C'est le plan Pinay-Rueff, proposé en décembre 1958 et comportant notamment le passage au nouveau franc. La mention de Pinay est purement honorifique, l'opposition de ce dernier au plan qui porte son nom étant de notoriété publique. Antoine Pinay menace d'ailleurs plusieurs fois de donner sa démission si le plan est appliqué dans sa version d'origine.
Il est en outre député européen, délégué par la France, de 1958 à 1979.

#### Échec d'une candidature fédérant la droite anti-gaulliste
En désaccord avec la politique algérienne et extérieure du gouvernement, Antoine Pinay remet sa démission en janvier 1960. Il abandonne alors toute activité politique nationale. À l'automne 1962, c'est la défection des députés du CNIP qui fait chuter le gouvernement et contraint De Gaulle à dissoudre l'Assemblée. Jean-Marie Le Pen, ex-député poujadiste reconverti au CNIP est battu aux législatives de 1962 tandis que Valéry Giscard d'Estaing réunit une partie des députés CNIP qui ont survécu à la vague gaulliste dans le Comité d'études et de liaison des Républicains indépendants, qui ne se constitue en parti politique que le 1er juin 1966, après que de Gaulle a écarté Valéry Giscard d'Estaing du gouvernement.
Antoine Pinay est à l'origine d'une des tentatives de structurer l'opposition au général de Gaulle dans la perspective d'une élection présidentielle au suffrage universel, instituée à une large majorité par le référendum dédié de 1962, qui aura lieu en 1965. L'idée d'une candidature Pinay fait son chemin, sur une ligne libérale, atlantiste et pro-européenne, susceptible de rassembler les critiques de droite à la politique gaulliste.
Mais Antoine Pinay aurait été empêché de se présenter par la menace que soient exploités contre lui des dossiers de « ballets roses », qu'aurait étayée une « main courante » déposée contre lui à la suite d'un prétendu « attouchement sur mineur ». Cette accusation, connue dans les milieux politiques et à Saint-Chamond, n'a été portée à la connaissance du grand public qu'en 2011 avec la publication du livre Sexus Politicus, pour laquelle les auteurs s'appuyèrent sur les travaux de Sylvie Guillaume.
Il existe une autre thèse à son renoncement : alors qu'il a quitté le gouvernement après une algarade avec de Gaulle en plein Conseil des ministres sur la dissuasion française, au cœur de la politique gaullienne d'indépendance nationale, une enquête menée par la Direction de la Surveillance du territoire aurait prouvé qu'Antoine Pinay faisait partie du réseau Gehlen, dirigé par un ancien officier de la Wehrmacht passé au service des États-Unis, dont le but était de fédérer les pro-atlantistes et d'affaiblir la politique du général de Gaulle. La renonciation d'Antoine Pinay a été annoncée à la radio alors même qu'il se trouvait toujours dans le bureau de Roger Frey, alors ministre de l'Intérieur, qui lui aurait montré les preuves collectées par la DST après son départ du gouvernement. Le fait qu'Antoine Pinay ait accrédité une rumeur de « ballets roses » semble indiquer qu'il s'agissait d'un leurre pour dissimuler la nature des véritables accusations contre lui.
La non-candidature d'Antoine Pinay ouvre la voie à d'autres candidats, notamment Jean Lecanuet et François Mitterrand, soutenus tous deux par les États-Unis, et discrètement financés grâce à l'entregent de Jean Monnet auprès des États-Unis[réf. nécessaire].
L'électorat potentiel de Pinay éclate entre la candidature de Jean Lecanuet pour le « rassemblement centriste » lancé par le MRP et le soutien à Jean-Louis Tixier-Vignancour, cofondateur du Front national pour l'Algérie française et ex-fervent défenseur de l'Algérie française, qui dépasse les 5 % après une campagne dirigée par Jean-Marie Le Pen. D'autres sympathisants, enfin, purent, derrière Valéry Giscard d'Estaing, fondateur de la Fédération nationale des républicains indépendants, rester dans l'alliance majoritaire avec l'UNR-UDT.

#### «Sage de Saint-Chamond»

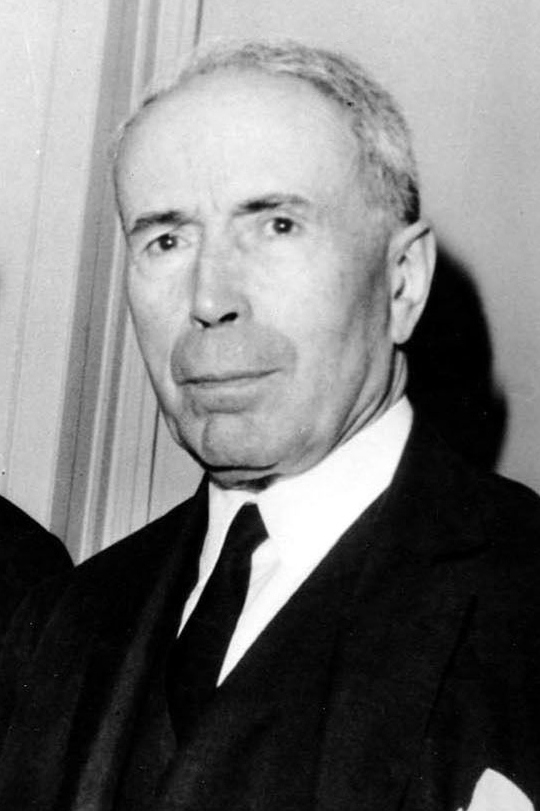
Antoine Pinay en 1969.

Délaissant désormais toute ambition politique nationale, Antoine Pinay se consacre à ses mandats de maire de Saint-Chamond jusqu'en 1977 et de président du conseil général de la Loire jusqu'en 1979.
De 1973 à 1974, il est le premier médiateur de la République, fonction créée par le gouvernement Messmer sous Georges Pompidou.
En 1976, il serait un des instigateurs de la signature du contrat d'ELF-ERAP avec un pool d'inventeurs d'une nouvelle méthode de recherche pétrolière qui deviendra au début des années 80 "l'affaire des avions renifleurs".
Il a laissé l'image d'un gestionnaire prudent et efficace. Jusqu'à la fin de sa longue vie, celui que l'on surnomma « le sage de Saint-Chamond » fut consulté par de nombreux hommes politiques qui se sont réclamés de son expérience et de son pragmatisme reconnu.
Le 22 décembre 1991, il est l'invité de l'émission L'Heure de vérité à quelques jours de son centième anniversaire,.
Il est le doyen des anciens présidents du Conseil français.

### Mort, hommages et funérailles
Antoine Pinay meurt le 13 décembre 1994 à Saint-Chamond, à l’âge de 102 ans.
Les obsèques d'Antoine Pinay sont célébrées le 17 décembre 1994 par Pierre Joatton, évêque de Saint-Étienne en l'église de la Valette à Saint-Chamond, en présence notamment de Valéry Giscard d'Estaing, Jacques Chirac, Claude Chirac, Édouard Balladur, Edmond Alphandéry, Charles Millon, Pascal Clément et François Rochebloine,,. Les honneurs militaires lui sont rendus.
Antoine Pinay est inhumé au cimetière de Saint-Symphorien-sur-Coise.

## Lieux de villégiature ou de résidence
Il fut un hôte assidu de Sainte-Maxime dans le Var et passait ses vacances dans la station thermale d'Aix-les-Bains.
Antoine Pinay était propriétaire d'un appartement parisien situé au 87 boulevard Suchet.

## Mandats et fonctions

### Fonctions gouvernementales
| Fonction | Gouvernement  | Période                                 |
| --- | ------------- | --------------------------------------- |
| Secrétaire d'État aux Affaires économiques                                                                        | Queuille I    | du 11 septembre 1948 au 28 octobre 1949 |
| Ministre des Travaux publics, des Transports et du Tourisme                                                       | Pleven I      | du 12 juillet 1950 au 10 mars 1951      |
| Ministre des Travaux publics, des Transports et du Tourisme                                                       | Queuille III  | du 10 mars au 11 août 1951              |
| Ministre des Travaux publics, des Transports et du Tourisme                                                       | Pleven II     | du 11 août 1951 au 20 janvier 1952      |
| Ministre des Travaux publics, des Transports et du Tourisme                                                       | Faure I       | du 20 janvier au 8 mars 1952            |
| Président du Conseil Ministre des Finances et des Affaires économiques                                            | Pinay         | du 8 mars 1952 au 8 janvier 1953        |
| Ministre des Affaires étrangères                                                                                  | Faure II      | du 23 février 1955 au 1er février 1956  |
| Ministre des Finances                                                                                             | De Gaulle III | du 1er juin au 23 juillet 1958          |
| Ministre des Travaux publics, des Transports et du Tourisme (par intérim) Ministre de l’Agriculture (par intérim) | De Gaulle III | du 3 au 9 juin 1958                     |
| Ministre des Finances et des Affaires économiques                                                                 | De Gaulle III | du 23 juillet 1958 du 8 janvier 1959    |
| Ministre des Finances et des Affaires économiques                                                                 | Debré         | du 8 janvier 1959 au 13 janvier 1960    |

### Mandats parlementaires
- 3 mai 1936 - 13 avril 1938 : député de la Loire
- 20 mars 1938 - 31 décembre 1941 : sénateur de la Loire
- 2 juin 1946 - 27 novembre 1946 : député de la Loire
- 10 novembre 1946 - 4 juillet 1951 : député de la Loire
- 17 juin 1951 - 1er décembre 1955 : député de la Loire
- 2 janvier 1956 - 8 décembre 1958 : député de la Loire
- 30 novembre 1958 - 8 février 1959 : député de la 3e circonscription de la Loire
- 1958-1979 : député européen délégué par la France

### Mandats locaux
- 12 mai 1929 - 27 août 1944 : maire de Saint-Chamond
- 19 octobre 1947 - 20 mars 1977 : maire de Saint-Chamond
- 1934-1940 : conseiller général de la Loire (élu dans le canton de Saint-Chamond)
- 1945-1979 : conseiller général de la Loire (élu dans le canton de Saint-Chamond)
- 1949-1979 : président du conseil général de la Loire

### Autres mandats
- 1950-1959 : président du Syndicat intercommunal d'énergies de la Loire
- 1973-1974 : médiateur de la République

### Autre fonction
- 1953-1971 : président du think tank Le Cercle

## Décorations

### Décorations françaises
- Médaille militaire
- Croix de guerre 1914-1918
- Médaille interalliée 1914-1918
- Médaille commémorative de la guerre 1914-1918 (avec insigne des blessés)
  - Ordre de la Francisque en 1943

### Décoration étrangère
- Grand-croix de l'ordre d'Isabelle la Catholique[81]